# Лесной (Заводоуковский район)
Лесной — посёлок в Заводоуковском городском округе Тюменской области России.

## География
Посёлок находится в южной части Тюменской области, в лесоЛесной зоне, в пределах Западно-Сибирской равнины.
Расстояние до города Заводоуковска 27 км, города Тюмени127 км..
Климат
Климат резко континентальный с суровой холодной зимой и коротким жарким летом. Средняя температура воздуха самого тёплого месяца (июля) составляет 17,7 °C (абсолютный максимум — 40 °C); самого холодного (января) — −18,2 °C (абсолютный минимум — −52 °C). Продолжительность безморозного периода около 109 дней. Среднегодовое количество атмосферных осадков составляет 478 мм, из которых 342 мм выпадает в период с мая по октябрь.
Часовой пояс
Посёлок Лесной, как и вся Тюменская область, находится в часовой зоне МСК+2. Смещение применяемого времени относительно UTC составляет +5:00.

## История
Указом Народного комиссариата земледелия СССР (Наркомзем СССР, НКЗ СССР) в 1929 году организован совхоз «Новозаимский» с тремя отделениями: 1-е, 2-е, 3-е.
29 июля 07.1967 года отделения получили названия: 1-е - п. Мичуринский; 2-е - п. Центральный; 3-е - п. Лесной; 5-е - п. Пригородный; Озерки.

## Население
| 1989. | 2002 | 2010 | 2021 |
| 360   | 300  | 284  | 244  |

| 2010 |
| ---- |
| 284  |

Половой состав
По данным Всероссийской переписи населения 2010 года в половой структуре населения мужчины составляли 51,4 %, женщины — соответственно 48,6 %.
Национальный состав
Согласно результатам переписи 2002 года, в национальной структуре населения русские составляли 89 % из 300 чел.